# Arne May

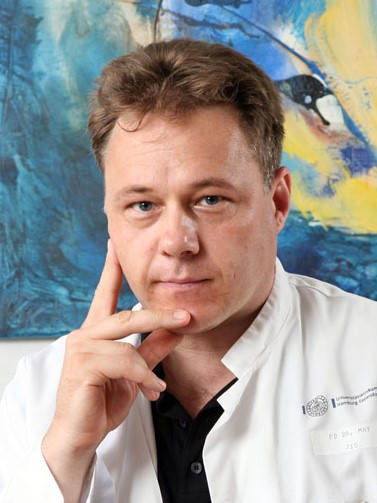
Arne May

Arne May (* 7. Juni 1961 in Oberhausen) ist ein deutscher Neurologe und Neurowissenschaftler. Er ist Leiter der Kopfschmerzambulanz der Neurologischen Klinik am Universitätsklinikum Hamburg-Eppendorf (UKE) und stellvertretender Direktor des UKE Instituts für Systemische Neurowissenschaften. Von 2008 bis 2011 amtierte Arne May als Präsident der Deutschen Migräne- und Kopfschmerzgesellschaft (DMKG).

## Leben
Von 1984 bis 1991 studierte Arne May Medizin an der Georg-August-Universität Göttingen, anschließend von 1991 bis 1995 Assistenzarztzeit in der Neurologischen Klinik des Universitätsklinikums Essen. Von 1996 bis 1998 folgte ein Auslandsaufenthalt als Clinical Research Fellow and Honorary Clinical Assistant bei Peter J. Goadsby, Institute of Neurology, Queen Square, London, UK. 1998 bis 1999 Tätigkeit in der Psychiatrischen Klinik des Universitätsklinikums Essen. Oberarzt an der Neurologischen Klinik, Universitätsklinikum Regensburg und dort Leiter der Arbeitsgruppe funktionelle Bildgebung und der Arbeitsgruppe Kopfschmerz von 1999 bis Juni 2004. Im Juni 2001 Habilitation für das Fach Neurologie an der Medizinischen Fakultät der Universitätsklinik Regensburg mit dem Titel: "Cerebraler Blutfluß und neuronale Aktivierung bei primären Kopfschmerzen: Die neurovaskuläre Hypothese". Von Juli 2004 bis März 2005 Oberarzt an der Neurologischen Universitätsklinik Hamburg, Leiter der Arbeitsgruppe Schmerz und der Kopfschmerzambulanz. Seit April 2005 Mitarbeiter am Institut für systemische Neurowissenschaften an der Universitätsklinik Hamburg und Leiter der Kopfschmerzambulanz der Neurologischen Universitätsklinik.
Seine wissenschaftlichen Interessensschwerpunkte sind Kopfschmerz, Schmerz, Neuronale Plastizität und Lernen, funktionelle Bildgebung und morphometrische Bildgebung (VBM). Arne May war federführend an der Entwicklung der Leitlinien zur Behandlung von Cluster-Kopfschmerz und anderer trigemino-autonomer Kopfschmerzerkrankungen der Deutschen Migräne- und Kopfschmerzgesellschaft, der Deutschen Gesellschaft für Neurologie und der European Federation of Neurological Societies beteiligt.

## Publikationen (Auswahl)
- May A, Ashburner J, Büchel C, McGonigle DJ, Friston KJ, Frackowiak RS, Goadsby PJ: Correlation between structural and functional changes in brain in an idiopathic headache syndrome. In: Nature Medicine. 5. Jahrgang, Nr. 7, Juli 1999, S. 836–8, doi:10.1038/10561, PMID 10395332.
- Draganski B, Geisler P, Hajak G, Schuierer G, Bogdahn U, Winkler J, May A: Hypothalamic gray matter changes in narcoleptic patients. In: Nature Medicine. 8. Jahrgang, Nr. 11, November 2002, S. 1186–8, doi:10.1038/nm1102-1186, PMID 12411926.
- Draganski B, Gaser C, Busch V, Schuierer G, Bogdahn U, May A: Neuroplasticity: changes in grey matter induced by training. In: Nature. 427. Jahrgang, Nr. 6972, Januar 2004, S. 311–2, doi:10.1038/427311a, PMID 14737157.
- May A: Cluster headache: pathogenesis, diagnosis, and management. In: The Lancet. 366. Jahrgang, Nr. 9488, 2005, S. 843–55, doi:10.1016/S0140-6736(05)67217-0, PMID 16139660.
- May A, Leone M, Boecker H, Sprenger T, Juergens T, Bussone G, Tolle TR: Hypothalamic deep brain stimulation in positron emission tomography. In: J. Neurosci. 26. Jahrgang, Nr. 13, März 2006, S. 3589–93, doi:10.1523/JNEUROSCI.4609-05.2006, PMID 16571767.
- Boyke J, Driemeyer J, Gaser C, Büchel C, May A: Training-induced brain structure changes in the elderly. In: J. Neurosci. 28. Jahrgang, Nr. 28, Juli 2008, S. 7031–5, doi:10.1523/JNEUROSCI.0742-08.2008, PMID 18614670.
- May A: Chronic pain may change the structure of the brain. In: Pain. 137. Jahrgang, Nr. 1, Juli 2008, S. 7–15, doi:10.1016/j.pain.2008.02.034, PMID 18410991.
- May A: The importance of the heart in cluster headache treatment. In: Nat Clin Pract Neurol. 4. Jahrgang, Nr. 4, April 2008, S. 182–3, doi:10.1038/ncpneuro0707, PMID 18073727.
- May A: New insights into headache: an update on functional and structural imaging findings. In: Nat Rev Neurol. 5. Jahrgang, Nr. 4, April 2009, S. 199–209, doi:10.1038/nrneurol.2009.28, PMID 19347025.
- May A: Morphing voxels: the hype around structural imaging of headache patients. In: Brain. 132. Jahrgang, Pt 6, Juni 2009, S. 1419–25, doi:10.1093/brain/awp116, PMID 19443629.